# Anopleta sodermani
Anopleta sodermani är en skalbaggsart som först beskrevs av Max Bernhauer 1931.  Anopleta sodermani ingår i släktet Anopleta, och familjen kortvingar. Arten är reproducerande i Sverige.